# Radical 175
El radical 175, representado por el carácter Han 非, es uno de los 214 radicales del diccionario de Kangxi. En mandarín estándar es llamado 非部, (fēi bù, ‘radical «no»’); en japonés es llamado 非部, ひぶ (hibu), y en coreano 비 (bi). En los textos occidentales es conocido como radical «erróneo».
El radical 175 puede aparecer en la parte superior o en la parte inferior de los caracteres que clasifica. Como ejemplo de esto se encuentran los caracteres 靟 y 靠.

## Nombres populares
- Mandarín estándar:　非, fēi, ‘no’.
- Coreano: 아닐비부, anil bi bu, ‘radical bi-no’.
- Japonés:　非ず（あらず）, arazu, ‘no’.
- En occidente: radical «erróneo».

## Galería
| Estilos antiguos                                 | Estilos antiguos                  | Estilos antiguos                        | Estilos antiguos                   | Estilos antiguos                   | Estilos empleados actualmente       | Estilos empleados actualmente  | Estilos empleados actualmente    | Estilos empleados actualmente   | Estilos empleados actualmente  |
|                                                  |                                   |                                         |                                    |                                    |                                     | 非                             | 非                               |                                 |                                |
| 甲骨文 jiǎgǔwén (escritura de huesos oraculares) | 金文 jīnwén (escritura de bronce) | 简帛 jiǎnbó (escritura de bambú y seda) | 篆文 zhuànwén (escritura de sello) | 篆文 zhuànwén (escritura de sello) | 隸書 lìshū (estilo de los escribas) | 楷書 kǎishū (estilo regular)   | 楷書 kǎishū (estilo regular)     | 行書 xǐngshū (estilo corriente) | 草書 cǎoshū (estilo de hierba) |
| 甲骨文 jiǎgǔwén (escritura de huesos oraculares) | 金文 jīnwén (escritura de bronce) | 简帛 jiǎnbó (escritura de bambú y seda) | 大篆 dàzhuàn (sello grande)        | 小篆 xiǎozhuàn (sello pequeño)     | 隸書 lìshū (estilo de los escribas) | 繁體／繁体 fántǐ (tradicional) | 简体／簡體 jiǎntǐ (simplificado) | 行書 xǐngshū (estilo corriente) | 草書 cǎoshū (estilo de hierba) |

## Caracteres con el radical 175
| trazos | carácter |
| ------ | -------- |
| + 0    | 非       |
| + 4    | 靟       |
| + 7    | 靠       |
| + 11   | 靡       |